# یلکا وان هاوتن
یلکا وان هاوتن (هلندی: Jelka van Houten؛ زادهٔ ۱ سپتامبر ۱۹۷۸) هنرپیشه اهل هلند است. وی از سال ۲۰۰۱ میلادی تاکنون مشغول فعالیت بوده‌است.